# Васкес, Девис
Девис Эстивен Васкес Льяч (исп. Devis Estiven Vásquez Llach; род. 12 мая 1998, Барранкилья) — колумбийский футболист, вратарь клуба «Милан», выступающий на правах аренды за клуб «Эмполи».

## Клубная карьера
Васкес — воспитанник клуба «Кортулуа». В 2016 году Девис подписал контракт с «Патриотас Бояка». В 2018 году он на правах аренды перешёл в «Ла Экидад», но так и не дебютировал за основной состав. По окончании аренды Девис вернулся в «Патриотас Бояка», но так и не сыграл ни минуты. В 2020 году Васкес перешёл в парагвайский «Гуарани». 21 февраля в матче против столичной «Олимпии» он дебютировал в парагвайской Примере. 
В начале 2023 года Васкес подписал контракт на 3,5 года с итальянским «Миланом».  